# Salamandra salamandra fastuosa
Salamandra salamandra fastuosa is een salamander uit de familie echte salamanders (Salamandridae). Het is een ondersoort van de vuursalamander (Salamandra salamandra).
De salamander is endemisch in noordoostelijk Spanje. Veel exemplaren hebben een tekening van gele lengtestrepen op een zwarte basiskleur in plaats van vlekken. Het is een van de weinige ondersoorten die de jongen volledig ontwikkeld ter wereld kan brengen, maar meestal worden de deels ontwikkelde larven afgezet in het water.